# John Jacob Astor
|  | No s'ha de confondre amb John Jacob Astor (rackets). |

John Jacob Astor, (nascut com a Johann Jakob Astor) (17 de juliol de 1763, Walldorf, Alemanya - 29 de març de 1848, Nova York, Estats Units) va ser un empresari i comerciant alemany. Era fill d'un carnisser alemany i el menor de tres germans. Va fer fortuna principalment amb el comerç de pells d'animals, més tard amb els diners provinents de la matança d'animals dels quals obtenien les seves pells per realitzar diversos productes, va invertir en el negoci de béns immobles. També va fer part important de la seva fortuna amb el comerç d'opi amb Àsia.
Tot i que va néixer a Alemanya, va emigrar a Anglaterra quan era adolescent, treballant com a fabricant d'instruments musicals al costat del seu germà major George Astor. Es va traslladar als Estats Units després de la Guerra d'independència d'aquests, es va dedicar al comerç de pells i va arribar a construir un monopoli, administrant un imperi comercial que es va estendre primer a la regió dels Grans Llacs i al Canadà, i després es va expandir a l'oest dels Estats Units fins a la costa del Pacífic. En veure la disminució de la demanda, va sortir del comerç de pells el 1830, diversificant-se invertint en béns immobles a la ciutat de Nova York i més tard convertint-se en un famós mecenes de les arts. Va ser el primer membre prominent de la família Astor i el primer multimilionari dels Estats Units.
La família Astor és considerada la primera que és multimilionària dels Estats Units d'Amèrica, fent d'aquest llinatge un dels més prestigiosos d'aquest estat.

## Biografia

### Primers anys
Johann Jakob Astor va néixer a Walldorf, prop de Heidelberg, a l'antic Palatinat. Era el fill més jove de Johann Jakob Astor i Maria Magdalena Vorfelder. Els seus tres germans grans eren George, Henry i Melchior. El pare d'Astor era carnisser; Johann va treballar primer a la botiga del seu pare  i també com a venedor de productes làctics. El 1779, a l'edat de 16 anys, va emigrar a Londres per unir-se al seu germà George treballant a la fàbrica de pianos d'un oncle, Astor & Broadwood. Mentre estava allí, va aprendre anglès i va canviar el seu nom.

### Immigració als Estats Units
El 1783 o març de 1784, Astor es va traslladar a la ciutat de Nova York, just després del final de la Revolució Americana. Allí va llogar una habitació a la vídua Sarah Cox Todd,, i va començar a flirtejar amb la filla de la seva propietària, de nom Sarah Cox Todd, amb qui es casaria el 1785. La seva intenció era unir-se al seu germà Henry, que havia establert una carnisseria Nova York, però una reunió casual amb un comerciant de pells en el seu viatge el va empènyer a unir-se també al comerç de pells d'Amèrica del Nord.
Després de treballar un temps en la botiga del seu germà, va començar a comprar cuirs en brut als nadius americans, els preparava ell mateix i després els venia a Londres i en altres llocs amb grans guanys. Va obrir la seva pròpia botiga d'articles de pell a Nova York a finalitats de la dècada de 1780 i també es va exercir com a agent de Nova York en el negoci d'instruments musicals del seu oncle.

### Fortuna del comerç de pells
Astor va aprofitar el Tractat de Jay entre Gran Bretanya i els Estats Units el 1794, que va obrir nous mercats al Canadà i la regió dels Grans Llacs. A Londres, Astor va signar immediatament un contracte amb la North West Company, que des de Mont-real s'enfrontava amb els interessos comercials de la Companyia de la Badia de Hudson, que llavors tenia la seva seu a Londres. Astor va importar pells de Mont-real a Nova York i les va enviar a Europa. El 1800, havia pastat gairebé una cambra de milió de dòlars, i s'havia convertit en una de les principals figures en el comerç de pells. Els seus agents van treballar en totes les àrees de l'oest i van ser despietats en la competència. El 1800, seguint l'exemple de l'Emperadriu de la Xina, el primer buc mercant nord-americà a la Xina, Astor va intercanviar pells, tes i sàndal amb Cantó a la Xina, i es va beneficiar enormement d'això.
No obstant això, la Llei d'Embargament dels Estats Units de 1807 va interrompre el negoci d'importació / exportació d'Astor perquè va tancar el comerç amb Canadà. Amb el permís del president Thomas Jefferson, Astor va establir American Fur Company el 6 d'abril de 1808. Més tard va formar filials: Pacific Fur Company i Southwest Fur Company (en la qual els canadencs tenien una part) per controlar el comerç de pells. a les àrees dels Grans Lagos i la regió del riu Columbia. El seu lloc comercial en el riu Columbia a Fort Astoria (establert a l'abril de 1811) va ser la primera comunitat dels Estats Units en la costa del Pacífic. Ell va finançar l'Expedició per terra d'Astor el 1810-12 per arribar al lloc d'avançada. Els membres de l'expedició van descobrir South Pass, a través del qual centenars de milers de colons a Oregon, Mormón i Califòrnia passaven a través de les Muntanyes Rocoses.
Les empreses de comerç de pells d'Astor es van veure afectades durant la Guerra de 1812, quan els britànics van capturar els seus llocs comercials. El 1816, es va unir al comerç de contraban d'opi. El seu American Fur Company va comprar deu tones d'opi turc, després va enviar l'article de contraban a Cantó en el paquet de vaixells de Macedònia. Astor més tard va abandonar el comerç d'opi de la Xina i va vendre únicament al Regne Unit.
El negoci d'Astor es va recuperar el 1817 després que el Congrés dels EUA aprovés una llei antiproteccionista que prohibia als comerciants estrangers de pells dels territoris dels EUA. La American Fur Company va arribar a dominar el comerç a l'àrea al voltant dels Grans Lagos. John Jacob Astor tenia una casa adossada en 233 Broadway a Manhattan i una finca en el camp, Hellgate al nord de la ciutat de Nova York. El 1822, Astor va establir la Robert Stuart House en Mackinac Island com a seu de la American Fur Company reorganitzada, convertint a l'illa en una metròpolis del comerç de pells. Una llarga descripció basada en documents, diaris, etc. va ser donada per Washington Irving en el seu diari de viatge Astoria. Les connexions comercials d'Astor es van estendre per tot el món, i les seves naus es van trobar en tots els mars. I ell i Sarah es van mudar a una casa adossada en Prince Street a Manhattan, Nova York.

### Béns immobles i jubilació
Astor va començar a comprar terres a Nova York el 1799 i va adquirir importants participacions al llarg de la costa. Després del començament del segle xix, alineat amb els beneficis comercials de la Xina, es va tornar més sistemàtic, ambiciós i calculador en invertir en propietats immobiliàries de Nova York. El 1803, va comprar una granja de 70 acres que s'estenia a l'oest de Broadway fins al riu Hudson entre els carrers 42 i 46. Aquest mateix any, i a l'any següent, va comprar considerables possessions d'Aaron Burr.
En la dècada de 1830, Astor va preveure que el proper gran auge seria la construcció de Nova York, que aviat emergiria com una de les millors ciutats del món Astor es va retirar de l'American Fur Company, així com de totes les seves altres empreses, i va utilitzar els diners per comprar i desenvolupar grans extensions de béns immobles a Manhattan. Astor va predir correctament el ràpid creixement de Nova York cap al nord a l'illa de Manhattan, i va comprar més i més terra més enllà dels límits de la ciutat existents en aquest moment. Astor rarament va construir a la seva terra, però la va llogar a uns altres en lloguer i el seu ús. Després de retirar-se del seu negoci, Astor va passar la resta de la seva vida com un mecenes de la cultura. Va recolzar al ornitòleg John James Audubon en els seus estudis, treballs d'art i viatges, i en la campanya presidencial d'Henry Clay.

## Matrimoni i família

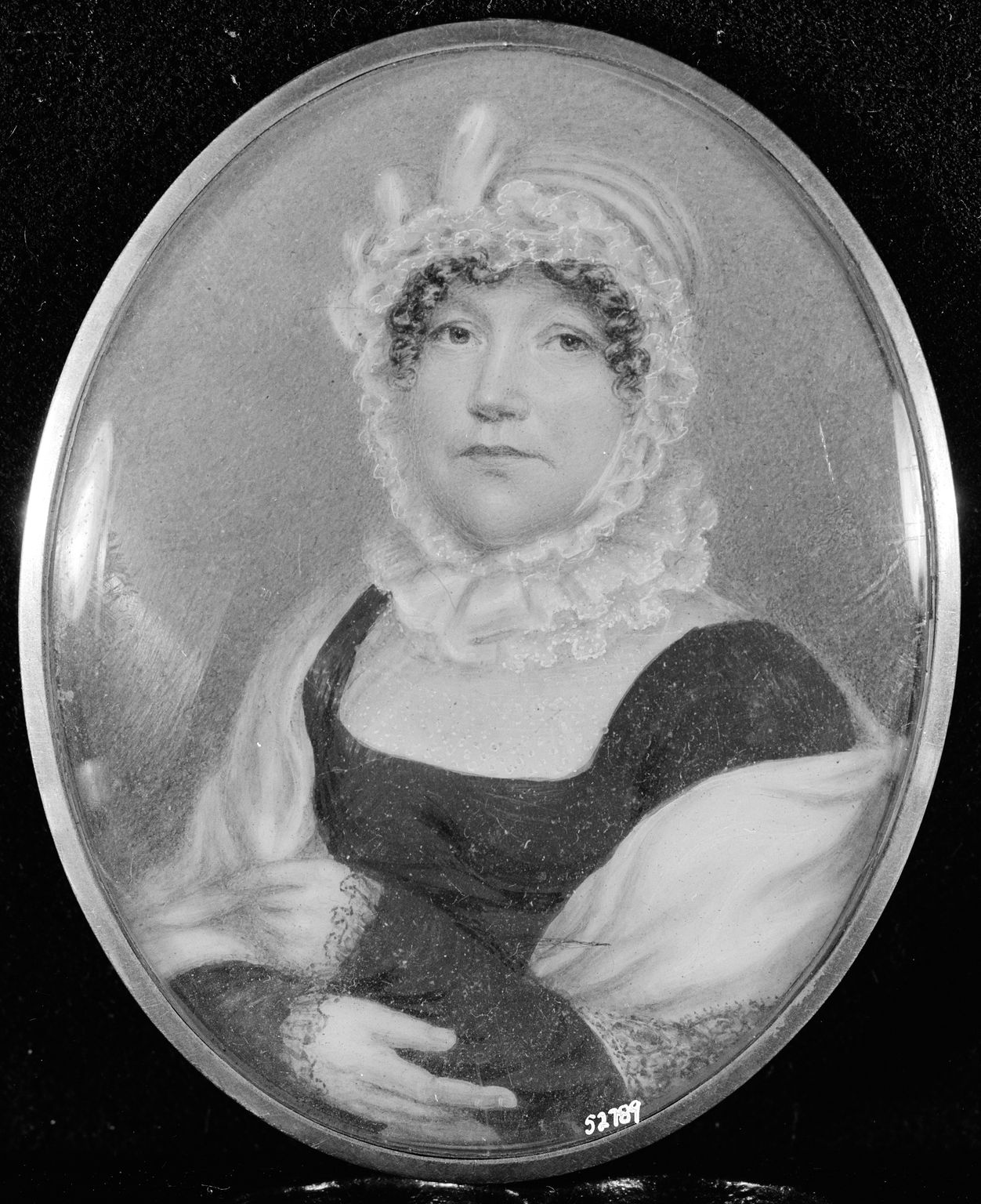
Sarah Cox Todd

El 19 de setembre de 1785, Astor es va casar amb Sarah Cox Todd (1762-1842), filla dels immigrants escocesos Adam Todd i Sarah Cox. Encara que Sarah va portar una dot de només 300$, posseïa una ment frugal i un judici comercial que va demostrar ser millor que el de la majoria dels comerciants locals. El va ajudar en els detalls pràctics del seu negoci, i va administrar els assumptes d'Astor a Nova York.
Van tenir vuit fills:
- Magdalena Astor, 1788 - 1832;
- Sara Todd Astor, que va néixer morta el 1790;
- John Jacob Astor Jr. el 1791 - 1869, malaltís i mentalment inestable;
- William Backhouse Astor Sr. el 1792 - 1875;
- Dorothea Astor el 1795 - 1874;
- Henry Astor II el 1797, que va morir en la infància el 1799;
- Eliza Astor el 1801 - 1838, que es casà amb Vincent Rumpff.[3]
- Un fill d'Anna, que va morir als pocs dies d'haver nascut el 1802

## Organitzacions fraternals
Astor era maçó, i va servir com a mestre de la Lògia Holland Lodge # 8, de la ciutat de Nova York el 1788. Més tard va exercir com a Gran Tresorer de la Gran Lògia de Nova York. Fou president de la German Society of the City of New York de 1837 a 1841.

## Llegat
Al moment de la seva mort el 1848, Astor era la persona més rica dels Estats Units, deixant un patrimoni estimat en almenys 20 milions de dòlars. El seu valor net estimat hauria estat equivalent a $ 110.1 mil milions de dòlars nord-americans de 2006, convertint-se en la cinquena persona més rica en la història dels Estats Units. En el seu testament, Astor va llegar $ 400,000 per construir la Biblioteca Astor per al públic de Nova York,
Que després es va consolidar amb altres biblioteques per formar la Biblioteca Pública de Nova York. També va deixar $ 50,000 per a un hospici i un orfenat a la seva ciutat natal alemanya de Walldorf. L'Astorhaus ara funciona com un museu que honra a Astor i serveix com un famós saló de festes per a casaments. Astor va donar regals per un total de $ 20,000 $ a la Societat Alemanya de la Ciutat de Nova York, durant el seu mandat com a president, des del 1837 fins al 1841.
A part d'aixó, va llegar 30,000 $ per a una càtedra de professor en literatura alemanya a la Universitat de Colúmbia, però a causa de les diferències que va tenir amb el degà, va esborrar aquesta donació del testament. Astor va deixar la major part de la seva fortuna al seu segon fill William perquè el seu fill gran, John Jr., era malaltís i mentalment inestable. Astor va deixar prou diners per a tenir cura de John Jr. per la resta de la seva vida. Astor està enterrat a Trinity Church Cemetery a Manhattan, Nova York. Molts membres de la seva família s'havien unit a la seva congregació, però Astor va romandre com a membre de la congregació local reformada alemanya fins a la seva mort. Herman Melville va usar Astor com a símbol dels homes que van fer la primera fortuna a Nova York en la seva novel·la curta, Bartleby, the Scrivener..
Els dos lleons de marbre sentats a l'entrada de la Biblioteca Pública de Nova York en la Cinquena Avinguda i el carrer 42 van ser originalment batejats Leo Astor i Leo Lenox, en honor d'Astor i James Lenox, que van fundar la biblioteca de la seva pròpia col·lecció. Després, els va dir Lord Astor i Lady Lenox (tots dos lleons són mascles). L'Alcalde Fiorello La Guàrdia els va canviar el nom per "Paciència" i "Fortalesa" durant la Gran Depressió. El 1908, quan el club de futbol de l'associació FC Astoria Walldorf es va formar amb el lloc de naixement d'Astor a Alemanya, agregant "Astoria" al seu nom, en honor de la família.